# Xontro
Bei Xontro handelt es sich um ein Orderrouting- und Handelssystem für Wertpapiergeschäfte, das im Parketthandel der Wertpapierbörsen in Deutschland eingesetzt wird.
Xontro ist das elektronische, maklergestützte Handelssystem der fünf deutschen Skontroführerbörsen (Berliner Börse, Börse Düsseldorf, Hamburger Börse, Hannover und Börse München). Es ermöglicht den Handel in allen börsennotierten nationalen und internationalen Wertpapieren. Rund die Hälfte aller Kassamarktgeschäfte werden über Xontro abgewickelt. Der Betrieb erfolgt über BrainTrade, ein Tochterunternehmen aller deutschen Wertpapierbörsen.
Das Unterscheidungsmerkmal zwischen Parketthandel und dem elektronischen Handel (zum Beispiel Xetra) ist nicht der Einsatz von Computern. Der Parketthandel beispielsweise in New York ist massiv mit Elektronik aufgerüstet. Das wesentliche Unterscheidungsmerkmal ist das Handelsmodell, d. h. die Regeln, die im Handel anzuwenden sind.
Die Frankfurter Wertpapierbörse hat zum 23. Mai 2011 den Parketthandel auf das Xetra-System umgestellt und damit den Einsatz von Xontro beendet. Die Börse Stuttgart hat im September 2015 auf das Xitaro-System umgestellt und damit den Einsatz von Xontro beendet. Der Betrieb der an den deutschen Privatanleger gerichteten Handelsplattform Xontro wird durch den technischen Dienstleister Anfang 2026 eingestellt.
Das Vorgängersystem von Xontro war bis zum Jahr 2000 BOSS-CUBE bzw. das Paket BOSS/Böga.